# Панамериканский Кубок по волейболу среди женщин 2017
16-й розыгрыш Панамериканского Кубка по волейболу среди женщин проходил с 17 по 25 июня 2017 года в двух городах Перу (Сан-Висенте-де-Каньете и Лиме) с участием 12 национальных сборных команд стран-членов NORCECA и CSV. Победителем в 5-й раз в своей истории стала сборная США.

## Команды-участницы
Состав участников был скомплектован следующим образом:
- Перу (команда страны-организатора);
- США, Доминиканская Республика, Пуэрто-Рико, Куба, Канада, Мексика, Тринидад и Тобаго (7 лучших команд от NORCECA по континентальному рейтингу на 1 января 2017 года[2]);
- Бразилия, Аргентина, Колумбия, Венесуэла (4 лучшие команды (помимо Перу) от CSV по международному рейтингу на 1 января 2017 года[3]).

После отказа от участия сборной Бразилии вакантное место было предоставлено Чили (6-я сборная по рейтингу CSV).

## Система проведения турнира
12 команд-участниц на предварительном этапе разбиты на две группы, в которых играют в один круг. Приоритетом при распределении мест в группах является общее количество побед, затем количество набранных очков, соотношение выигранных и проигранных партий, соотношение игровых очков, результат личных встреч. За победы со счётом 3:0 команды получают по 5 очков, за победы 3:1 — по 4, 3:2 — по 3, за поражения 2:3 — по 2 очка, 1:3 — по 1, за поражения 0:3 очки не начисляются.
Победители групп напрямую выходят в полуфинал плей-офф. Команды, занявшие в группах 2-е и 3-и места, выходят в четвертьфинал и определяют ещё двух участников полуфинала. Полуфиналисты по системе с выбыванием определяют призёров первенства. Итоговые 5—10-е места по многоступенчатой системе разыгрываются между проигравшими в четвертьфиналах и командами, занявшими в группах предварительного этапа 4—5-е места. Итоговые 11—12-е место разыгрывают худшие команды в группах предварительного этапа.    

## Предварительный этап

### Группа А
Сан-Висенте-де-Каньете
| М | Команда     | 1   | 2   | 3   | 4   | 5   | 6   | И | В | П | С/П  | О  |
| - | ----------- | --- | --- | --- | --- | --- | --- | - | - | - | ---- | -- |
| 1 | США         |     | 3:2 | 3:0 | 3:0 | 3:0 | 3:0 | 5 | 5 | 0 | 15:2 | 23 |
| 2 | Пуэрто-Рико | 2:3 |     | 3:1 | 3:0 | 3:0 | 3:0 | 5 | 4 | 1 | 14:4 | 21 |
| 3 | Аргентина   | 0:3 | 1:3 |     | 3:0 | 3:0 | 3:1 | 5 | 3 | 2 | 10:7 | 15 |
| 4 | Колумбия    | 0:3 | 0:3 | 0:3 |     | 3:0 | 3:2 | 5 | 2 | 3 | 6:11 | 9  |
| 5 | Венесуэла   | 0:3 | 0:3 | 0:3 | 0:3 |     | 3:2 | 5 | 1 | 4 | 3:14 | 3  |
| 6 | Мексика     | 0:3 | 0:3 | 1:3 | 2:3 | 2:3 |     | 5 | 0 | 5 | 5:15 | 5  |

17 июня
Пуэрто-Рико — Колумбия 3:0 (25:20, 25:16, 28:26); США — Венесуэла 3:0 (25:9, 25:16, 25:11); Аргентина — Мексика 3:1 (25:22, 25:20, 23:25, 25:21).
18 июня
США — Колумбия 3:0 (25:8, 25:19, 29:27); Аргентина — Венесуэла 3:0 (25:11, 25:10, 25:20); Пуэрто-Рико — Мексика 3:0 (25:18, 25:21, 25:15).
19 июня
Аргентина — Колумбия 3:0 (25:22, 26:24, 26:24); Венесуэла — Мексика 3:2 (25:22, 23:25, 25:19, 21:25, 15:7); США — Пуэрто-Рико 3:2 (25:23, 25:23, 23:25, 21:25, 15:12).
20 июня
Колумбия — Венесуэла 3:0 (25:15, 25:17, 25:15); США — Мексика 3:0 (25:13, 25:15, 25:13); Пуэрто-Рико — Аргентина 3:1 (15:25, 25:19, 25:21, 25:21).
21 июня
Пуэрто-Рико — Венесуэла 3:0 (25:14, 25:21, 25:16); Колумбия — Мексика 3:2 (23:25, 18:25, 25:16, 25:20, 15:9); США — Аргентина 3:0 (27:25, 25:14, 25:23).

### Группа В
Лима
| М | Команда                  | 1   | 2   | 3   | 4   | 5   | 6   | И | В | П | С/П  | О  |
| - | ------------------------ | --- | --- | --- | --- | --- | --- | - | - | - | ---- | -- |
| 1 | Доминиканская Республика |     | 3:0 | 3:0 | 3:0 | 3:0 | 3:0 | 5 | 5 | 0 | 15:0 | 25 |
| 2 | Перу                     | 0:3 |     | 3:0 | 2:3 | 3:1 | 3:0 | 5 | 3 | 2 | 11:7 | 16 |
| 3 | Куба                     | 0:3 | 0:3 |     | 3:1 | 3:0 | 3:0 | 5 | 3 | 2 | 9:7  | 14 |
| 4 | Канада                   | 0:3 | 3:2 | 1:3 |     | 3:0 | 3:0 | 5 | 3 | 2 | 10:8 | 14 |
| 5 | Тринидад и Тобаго        | 0:3 | 1:3 | 0:3 | 0:3 |     | 3:0 | 5 | 1 | 4 | 4:12 | 6  |
| 6 | Чили                     | 0:3 | 0:3 | 0:3 | 0:3 | 0:3 |     | 5 | 0 | 5 | 0:15 | 0  |

17 июня
Доминиканская Республика — Тринидад и Тобаго 3:0 (25:22, 25:21, 25:20); Куба — Канада 3:1 (21:25, 25:20, 25:10, 25:22); Перу — Чили 3:0 (25:13, 25:13, 25:12).
18 июня
Канада — Тринидад и Тобаго 3:0 (25:19, 25:12, 25:19); Доминиканская Республика — Чили 3:0 (25:16, 25:23, 25:9); Перу — Куба 3:0 (25:19, 25:17, 25:21).
19 июня
Куба — Чили 3:0 (25:12, 25:17, 25:19); Доминиканская Республика — Канада 3:0 (25:19, 25:11, 25:18); Перу — Тринидад и Тобаго 3:1 (25:19, 24:26, 25:21, 25:7).
20 июня
Тринидад и Тобаго — Чили 3:0 (26:24, 25:22, 25:15); Доминиканская Республика — Куба 3:0 (25:16, 25:17, 25:20); Канада — Перу 3:2 (21:25, 19:25, 25:22, 25:17, 18:16).
21 июня
Куба — Тринидад и Тобаго 3:0 (25:14, 25:21, 25:21); Канада — Чили 3:0 (25:16, 25:12, 25:9); Доминиканская Республика — Перу 3:0 (25:19, 25:16, 25:18).

## Матч за 11-е место
23 июня. Лима. 
Мексика — Чили 3:0 (25:19, 25:17, 25:17).

## Плей-офф

### Классификационные матчи
23 июня. Лима. Играют команды, занявшие в группах предварительного этапа 4—5-е места.
Колумбия — Тринидад и Тобаго 3:0 (25:19, 25:22, 25:17).
Канада — Венесуэла 3:2 (21:25, 22:25, 25:17, 25:22, 15:10).

### Четвертьфинал
23 июня. Сан-Висенте-де-Каньете. Играют команды, занявшие в группах предварительного этапа 2—3-е места.
Пуэрто-Рико — Куба 3:0 (25:23, 25:22, 25:17).
Перу — Аргентина 3:2 (20:25, 25:21, 20:25, 25:19, 15:9).

### Матч за 9-е место
24 июня. Лима. Играют проигравшие в классификационных матчах.
Тринидад и Тобаго — Венесуэла 3:1 (25:22, 25:17, 19:25, 25:18).

### Полуфинал за 5—8 места
24 июня. Лима. Проигравшие в четвертьфинале играют против победителей классификационных матчей.
Куба — Колумбия 3:1 (25:15, 25:22, 18:25, 25:21).
Канада — Аргентина 3:1 (28:26, 22:25, 25:22, 25:19).

### Полуфинал за 1—4 места
24 июня. Сан-Висенте-де-Каньете. Победители групп предварительного этапа играют против победителей матчей четвертьфинала.
Доминиканская Республика — Пуэрто-Рико 3:0 (25:18, 25:21, 25:19).
США — Перу 3:0 (25:14, 25:17, 27:25).

### Матч за 7-е место
25 июня. Лима. Играют проигравшие в полуфиналах за 5-8 места.
Колумбия — Аргентина 3:2 (25:11, 21:25, 25:19, 20:25, 15:7).

### Матч за 5-е место
25 июня. Лима. Играют победители полуфиналов за 5-8 места
Куба — Канада 3:1 (25:19, 23:25, 25:17, 25:22).

### Матч за 3-е место
25 июня. Сан-Висенте-де-Каньете. Играют проигравшие в полуфиналах за 1-4 места
Пуэрто-Рико — Перу 3:1 (25:22, 13:25, 27:25, 25:15).

### Финал
| 25 июня 2017 | \| США \| 3:1 norceca.net \| Доминиканская Республика \| \| Майка Хэнкок (2) Рамат Альхассан (9) Мэдисон Кингдон (21) Мишель Барч-Хакли (13) Пейдж Тэпп (13) Элизабет Макмахон (18) Аманда Бенсон (либеро) Андреа Дрюс (4) Соня Ньюкомб Лорен Карлини \| Голы \| Аннерис Варгас (5) Ниверка Марте Фрика Джина Мамбру (4) Бетания де ла Крус (15) Брайелин Мартинес (25) Джинейри Мартинес (5) Бренда Кастильо (либеро) Эрасма Морено Камиль Домингес Гайла Гонсалес (2) Йонкайра Пенья (7) \| | Сан-Висенте-де-Каньете. «Coliseo Lolo Fernandez» 1800 зрителей |
| Счёт по партиям — 25:16, 19:25, 25:20, 25:23. Время матча — 1 час 46 минут. Судьи: Луис Масиас, Росио Уаркая.                                                                             | | |
| США | 3:1 norceca.net | Доминиканская Республика |
| Майка Хэнкок (2) Рамат Альхассан (9) Мэдисон Кингдон (21) Мишель Барч-Хакли (13) Пейдж Тэпп (13) Элизабет Макмахон (18) Аманда Бенсон (либеро) Андреа Дрюс (4) Соня Ньюкомб Лорен Карлини | Голы | Аннерис Варгас (5) Ниверка Марте Фрика Джина Мамбру (4) Бетания де ла Крус (15) Брайелин Мартинес (25) Джинейри Мартинес (5) Бренда Кастильо (либеро) Эрасма Морено Камиль Домингес Гайла Гонсалес (2) Йонкайра Пенья (7) |

## Итоги

### Положение команд
| США                      |
| Доминиканская Республика |
| Пуэрто-Рико              |
| 4. Перу                  |
| 5. Куба                  |
| 6. Канада                |
| 7. Аргентина             |
| 8. Колумбия              |
| 9. Тринидад и Тобаго     |
| 10. Венесуэла            |
| 11. Мексика              |
| 12. Чили                 |

### Призёры
США: Майка Хэнкок, Рамат Альхассан, Джастин Вонг-Орантес, Амбер Рольфзен, Лорен Карлини, Мэдисон Кингдон, Андреа Дрюс, Мишель Барч-Хакли, Мэлори Маккейдж, Меган Кортни, Соня Ньюкомб, Аманда Бенсон, Пейдж Тэпп, Элизабет Макмахон. Главный тренер — Карч Кирай.
  Доминиканская Республика: Аннерис Варгас Вальдес, Марианне Ферсола Норберто, Бренда Кастильо, Камиль Домингес Мартинес, Ниверка Марте Фрика, Жоселина Родригес Сантос, Эрасма Морено Мартинес, Йонкайра Пенья Исабель, Джина Мамбру Касилья, Бетания де ла Крус де Пенья, Ана Йоркира Бинет Стефенс, Брайелин Мартинес, Джинейри Мартинес, Гайла Гонсалес Лопес. Главный тренер — Маркос Квик.
  Пуэрто-Рико: Дали Сантана, Шара Венегас, Валерия Леон, Раймарили Сантос, Джанелисс Торрес, Дженнифер Кесада, Ширли Феррер, Наталия Валентин, Генесис Кольясо, Ноами Сантос, Альба Эрнандес, Ана София Хусино, Пилар Мари Виктория, Адриана Винас Джой. Главный тренер — Хавьер Гаспар.

### Индивидуальные призы
| - MVP Майка Хэнкок - Лучшие нападающие-доигровщики Бетания де ла Крус де Пенья Регла Грасия Гонсалес - Лучшие блокирующие Шинед Джек Наталия Айспуруа - Лучшая связующая Майка Хэнкок - Лучшая диагональная нападающая Элизабет Макмахон | - Лучшая либеро Мириан Патиньо - Лучшая на подаче Майка Хэнкок - Лучшая на приёме Мириан Патиньо - Лучшая в защите Бренда Кастильо - Самая результативная Хейди Касанова |